# Parque de la Paz (Nagasaki)
El Parque de la Paz de Nagasaki es un parque situado en Nagasaki, Japón, que conmemora el bombardeo atómico de la ciudad el 9 de agosto de 1945, durante la Segunda Guerra Mundial.

## Historia
Fue establecido en 1955 muy cerca del hipocentro de la explosión, todavía hay restos de un muro de hormigón de la Catedral de Urakami, que fue la iglesia más grande en Asia oriental en el momento.
En el extremo norte del parque está la estatua de paz de 10 metros de altura creada por el escultor Seibou Kitamura. Apunta con la mano derecha a la amenaza de las armas nucleares, mientras que con la mano izquierda extendida simboliza la paz eterna. La cara suave simboliza la gracia divina y los ojos suavemente cerrados ofrecen una oración por el descanso de las almas de las víctimas. La pierna derecha doblada y la pierna izquierda extendida significan la meditación y la iniciativa de ponerse en pie y rescatar a las personas del mundo. Instalada delante de la estatua hay una bóveda de mármol negra con los nombres de las víctimas de la bomba atómica y sobrevivientes que murieron en los años siguientes y una placa cercana en la que se cuenta lo sucedido.

## Placa
A las 11:02 horas, el 9 de agosto de 1945 una bomba atómica explotó 500 metros por encima de este lugar. El monolito de piedra negro marca el centro. El viento sopló rayos de calor que llegaron a varios miles de grados y una mortífera radiación generada por la explosión quemó y mató todo a la vista y redujo toda esta área a un campo estéril de escombros. Un tercio de la ciudad de Nagasaki fue destruida y 150.000 personas murieron o resultaron heridas, se dijo en ese momento que esta zona quedaría desprovista de vegetación durante 75 años. Ahora, el centro permanecerá como un parque de la paz y símbolo de la aspiración de la armonía del mundo.

## Galería de imágenes

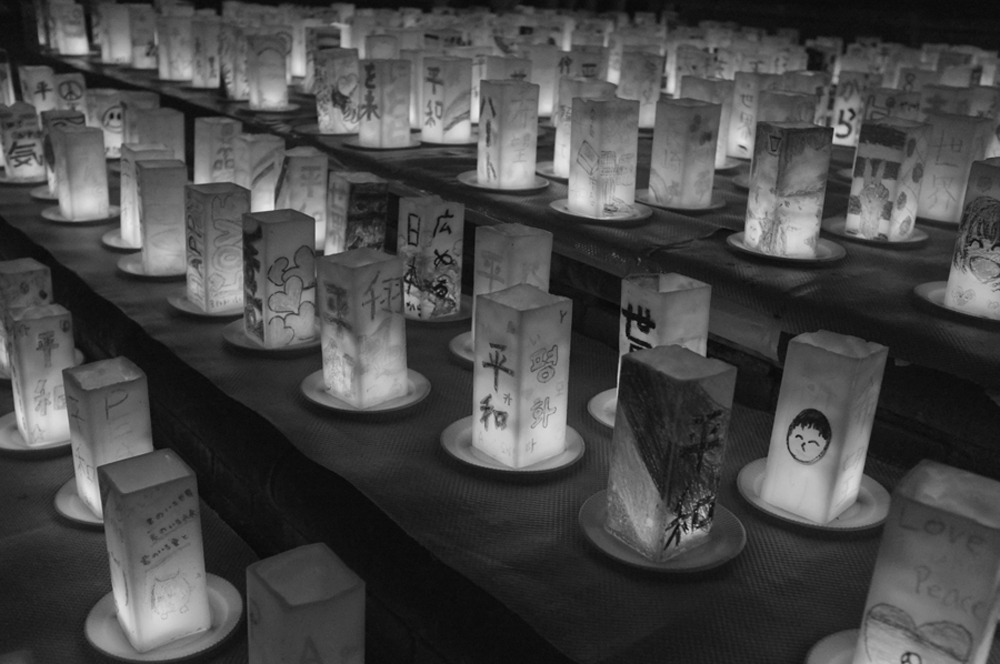
69.º aniversario del Ataque con bomba atómica a Nagasaki - Parque de la Paz, Nagasaki-shi (2014)
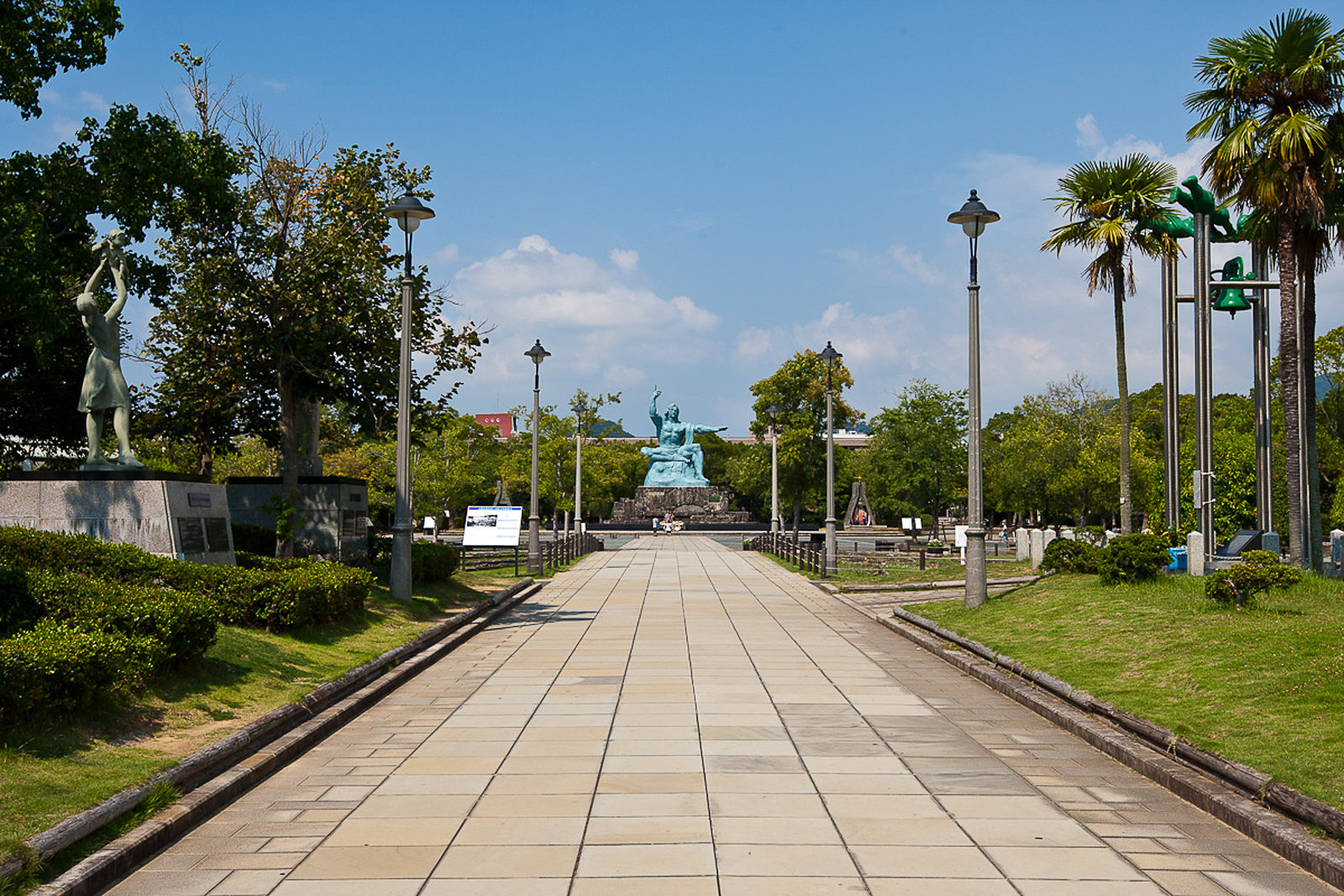
Parque de la Paz y la estatua de la Paz
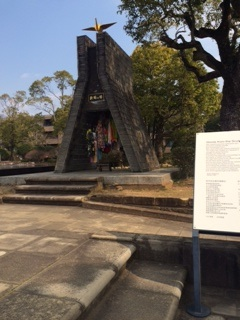
Esculturas laterales con grullas japonesas
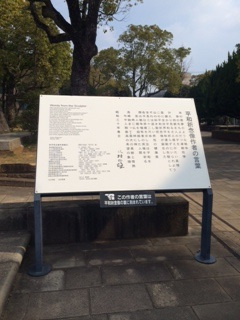
Notas del escultor y descripción de la  escultura

- Datos: Q93490
- Multimedia: Peace Park of Nagasaki / Q93490